# Teatre alternatiu
Teatre alternatiu fa referència a diverses manifestacions per a-teatrals a la recerca de donar l'alternativa al teatre tradicional o clàssic, sotmès als cànons històrics. També pot relacionar-se amb el teatre híbrid o avantguardista a la recerca de senyals d'identitat pròpies.

## Teatre alternatiu versus teatre tradicional

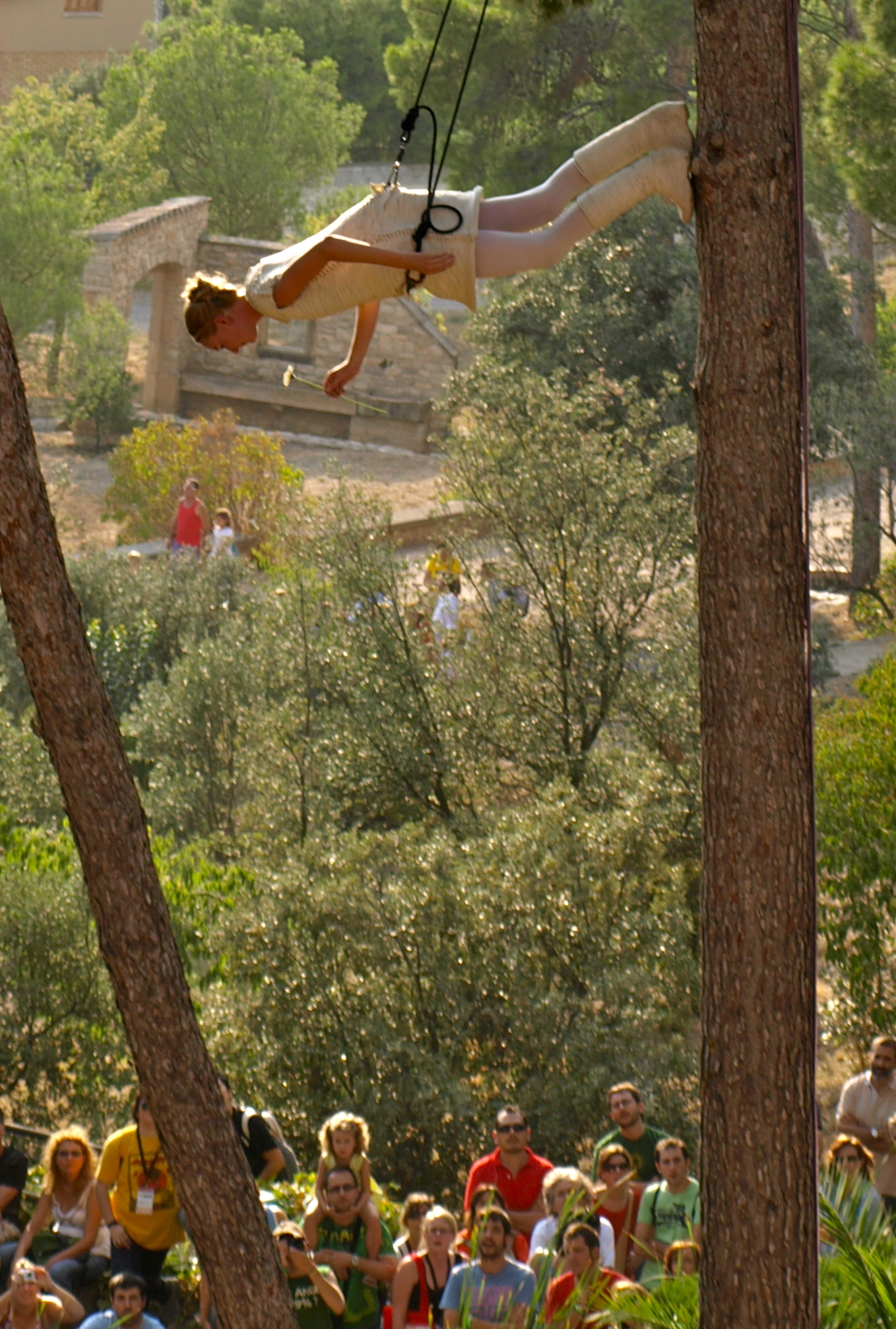
Artista actuant al Parc de Sant Eloy. Fira de Tárrega 2009.

En la seva primera accepció el teatre alternatiu seria aquell tipus de teatre professional de companyies emergents, nous dramaturgs i petites productores que amb una sensibilitat pròpia no expliquen encara amb els recursos ni espais que té el teatre tradicional o comercial (finançament, publicitat, teatres de primera línia) però que aspiren al fet que la seva trajectòria els acabi portant allà. Ser alternativa en aquest cas per tant pot associar-se a novetat però no té perquè ser sinònim sempre d'innovació.
En la seva segona accepció el teatre alternatiu es podria entendre com aquest teatre híbrid o conceptualment distanciat del teatre canònic que per les seves característiques no podria ser acollit en un teatre de primera línia a la italiana sense una profunda dramatúrgia o adequació, ja que han estat concebuts de manera diferent, com a teatre de carrer o bé per a una sala circular, o per a un espai no canònic. Moltes produccions experimentals o avantguardistes prefereixen descriure's com a teatre alternatiu per evitar un possible rebuig del públic, així com altres produccions com a teatre performativo, teatre de manyaga o teatre-dansa solen ser englobades com a produccions alternatives o acolliments en festivals de teatre alternatiu.
En una tercera accepció que podria englobar a les dues anteriors es tracta del teatre realitzat en sala alternativa, entesa aquesta com a espai circular (o semi circular) o multifuncional (com el Teatre Schaubühne de Berlín, que pot adaptar les graderías per molt diversos formats) i que per tant crea relacions públic-actors menys rígides que el teatre a la italiana i, per tant, subordinades a la pròpia peça.

## Característiques del teatre alternatiu
- És un teatre professional.

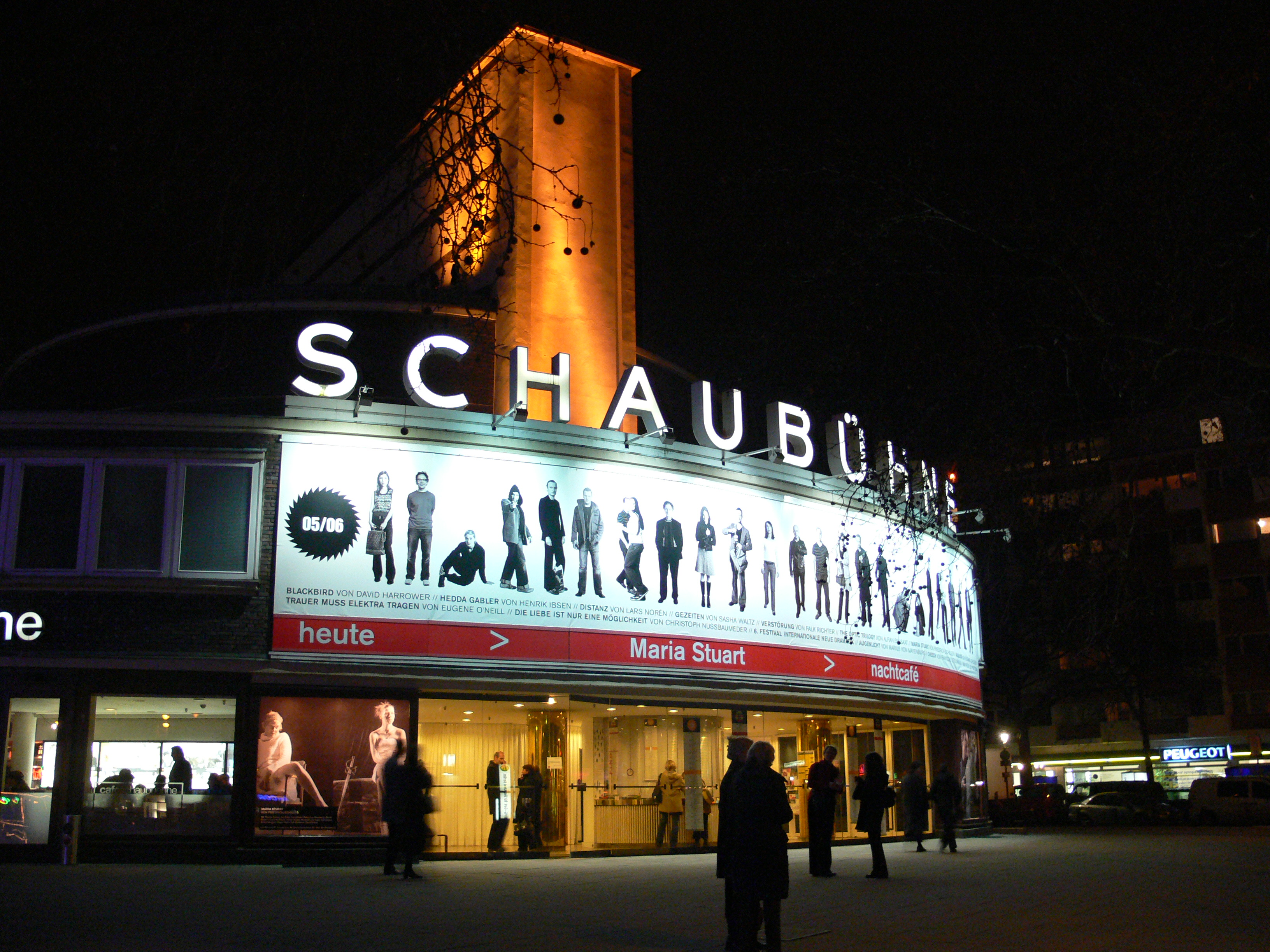
El Teatre Schaubühne de Berlín, de 1982, és una de les sales alternatives multimodulars que va ser un referent internacional.

- Mentre que el teatre canònic sol realitzar-se en un teatre a la italiana amb una forta presència d'escenografies i recursos mecànics (des dels tradicionals fons pintats i escenografia volumètrica penjada fins a ascensors hidràulics i escenari modular), el teatre alternatiu es realitza en una sala alternativa i sol apuntar més cap al treball de l'actor que queda envoltat pel públic (sent major la proximitat) mentre que pel costat tècnic, és habitual una major presència de pantalles i recursos digitals.
- Tant el teatre emergent com el teatre experimental ja sigui per la seva incipient carrera com per la seva dificultat d'accés a una major difusió i públic sol ocupar sales i teatres de menor aforament i, ja que aquestes solen tenir una dotació molt menor així com una més curta explotació econòmica les obres de teatre alternatiu solen ser més racionals o minimalistes amb l'ús d'escenografia i il·luminació, arribant en algunes produccions a prescindir pràcticament de tals elements ocupant solc públic o espais no canònics.
- Per aquest mateix motiu les companyies alternatives, especialment les que barregen paraula, mímica, dansa, música en directe, etc, solen per ser econòmicament sostenibles reduir els seus repartiments en nombre, arribant a tenir un bon nombre d'elles entre un i tres components, repartiment que sol anar creixent una vegada la companyia és més coneguda i sol·licitada.
- A causa de poder-se concentrar en un públic més específic el teatre alternatiu, especialment aquell més incipient o de menys pressupost, pot ser més avantguardista o polèmic en les seves temàtiques, en la línia del teatre independent.[1]

## Festivals de teatre alternatiu
Festivals com la Fira de Tárrega poden englobar-se dins de l'espectre del teatre alternatiu. En el marc internacional existeix en el nord d'Europa i Amèrica del Nord una franquícia de festivals anomenats Fringe theater, per la qual cosa el teatre alternatiu al món anglosaxó es sol conèixer com a teatre fringe.

### FestivalsFringe
«Fringe» denomina una tipologia de festivals de teatre alternatiu i experimental, amb una especial presència del teatre de carrer, i amb un especial desenvolupament en el nord d'Europa i Amèrica del Nord, en períodes estivals.
El terme «fringe», d'origen anglès, va néixer en el Festival d'Edimburg, com a secció paral·lela i fent referència a la violació dels marges estrictes del festival. Una de les seves principals característiques és que es tracta de festivals de teatre sense pre-selecció, a on tots els candidats són acceptats. De vegades, les peces programades són triades mitjançant un sorteig, a diferència dels festivals clàssics en els quals les obres en cartell són triades sobre la base de les seves suposades qualitats artístiques, i seguint la línia o la ideologia pròpia de cada festival.